# Yvonne Cavallé Reimers
Dit is een Spaanse naam; Cavallé is de vadernaam en Reimers is de moedernaam.
Yvonne Cavallé Reimers (Palma de Mallorca, 22 mei 1992) is een tennisspeelster uit Spanje. Cavallé Reimers begon met tennis toen zij vijf jaar oud was. Haar favoriete ondergrond is gravel. Zij speelt rechtshandig en heeft een tweehandige backhand. Zij is actief in het internationale tennis sinds 2009.

## Loopbaan

### Enkelspel
Cavallé Reimers debuteerde in 2009 op het ITF-toernooi van Mallorca (Spanje). Zij stond in 2011 voor het eerst in een finale, op het ITF-toernooi van Casablanca (Marokko) – hier veroverde zij haar eerste titel, door de Mexicaanse Ximena Hermoso te verslaan. Tot op heden(juni 2025) won zij zeven ITF-titels, de meest recente in 2022 in Manacor (Spanje).
In 2022 kwalificeerde Cavallé Reimers zich voor het eerst voor een WTA-hoofdtoernooi, op het toernooi van Colina.

### Dubbelspel
Cavallé Reimers behaalde in het dubbelspel betere resultaten dan in het enkelspel. Zij debuteerde in 2009 op het ITF-toernooi van Mallorca (Spanje), samen met landgenote María Jesús Ibáñez Galindo. Zij stond in 2010 voor het eerst in een finale, op het ITF-toernooi van Melilla (Spanje), geflankeerd door Russin Margarita Lazareva – zij verloren van het duo Gally De Wael en Elina Gasanova. Later dat jaar veroverde Cavallé Reimers haar eerste titel, op het ITF-toernooi van Sant Cugat (Spanje), samen met landgenote Carmen López Rueda, door het duo Desiree Schelenz en Jana Sizikova te verslaan. Tot op heden(juni 2025) won zij 32 ITF-titels, de meest recente in 2024 in Cornellà de Llobregat (Catalonië) samen met de Nederlandse Eva Vedder.
In 2022 speelde Cavallé Reimers voor het eerst op een WTA-hoofdtoernooi, op het toernooi van Rabat, samen met landgenote Irene Burillo. Zij stond in 2024 voor het eerst in een WTA-finale, op het toernooi van Palermo, samen met de Italiaanse Aurora Zantedeschi – zij verloren van het koppel Aleksandra Panova en Jana Sizikova. Door dit resultaat kwam zij binnen op de top 150 van de wereldranglijst. In september 2024 bereikte zij de halve finale op het WTA 500-toernooi van Guadalajara aan de zijde van de Oekraïense Valerija Strachova. Daarmee trad zij toe tot de top 100.
In 2025 had zij haar grandslamdebuut op het Australian Open, geflankeerd door landgenote Jéssica Bouzas Maneiro.
Haar hoogste notering op de WTA-ranglijst is de 73e plaats, die zij bereikte in juni 2025.

## Posities op deWTA-ranglijst
Positie per einde seizoen:
| jaar | rang enkelspel | rang dubbelspel |
| ---- | -------------- | --------------- |
| 2010 | 967            | 557             |
| 2011 | 541            | 695             |
| 2012 | 497            | 424             |
| 2013 | 699            | 913             |
| 2014 | 581            | 527             |
| 2015 | 348            | 461             |
| 2016 | 635            | 628             |
| 2017 | 405            | 330             |
| 2018 | 473            | 296             |
| 2019 | 618            | 426             |
| 2020 | 483            | 439             |
| 2021 | 356            | 259             |
| 2022 | 287            | 263             |
| 2023 | 558            | 337             |
| 2024 | 1058           | 88              |

## Resultaten grandslamtoernooien
| Legenda | Legenda                          |
| ------- | -------------------------------- |
| g.t.    | geen toernooi gehouden           |
| l.c.    | lagere categorie                 |
| –       | niet deelgenomen                 |
| G       | uitgeschakeld in de groepsfase   |
| 1R      | uitgeschakeld in de eerste ronde |
| 2R      | uitgeschakeld in de tweede ronde |
| 3R      | uitgeschakeld in de derde ronde  |
| 4R      | uitgeschakeld in de vierde ronde |
| KF      | uitgeschakeld in de kwartfinale  |
| HF      | uitgeschakeld in de halve finale |
| F       | de finale verloren               |
| W       | het toernooi gewonnen            |
| w-v     | winst/verlies-balans             |

### Enkelspel
geen deelname

### Vrouwendubbelspel
| toernooi        | 2025 |
| --------------- | ---- |
| Australian Open | 1R   |
| Roland Garros   | 1R   |
| Wimbledon       |      |
| US Open         |      |

## Palmares
| Legenda                 |
| ----------------------- |
| Grandslamtoernooi       |
| Olympische Spelen       |
| Year-End Championships  |
| Premier Mandatory       |
| Premier Five / WTA 1000 |
| Premier / WTA 500       |
| International / WTA 250 |
| Challenger / WTA 125    |

### WTA-finaleplaatsen enkelspel
geen

### WTA-finaleplaatsen vrouwendubbelspel
| nr.              | finale     | toernooi     | ondergrond | partner            | tegenstandsters                   | score            |         |
| ---------------- | ---------- | ------------ | ---------- | ------------------ | --------------------------------- | ---------------- | ------- |
| gewonnen finales |            |              |            |                    |                                   |                  |         |
| geen             |            |              |            |                    |                                   |                  |         |
| verloren finales |            |              |            |                    |                                   |                  |         |
| 1.               | 2024-07-21 | WTA Palermo  | gravel     | Aurora Zantedeschi | Aleksandra Panova Jana Sizikova   | 6-4, 3-6, [5-10] | details |
| 2.               | 2025-02-15 | WTA Cancún   | hardcourt  | Aliona Bolsova     | Maya Joint Taylah Preston         | 4-6, 3-6         | details |
| 3.               | 2025-06-15 | WTA Valencia | gravel     | Ángela Fita Boluda | Maria Kozyreva Iryna Sjymanovitsj | 3-6, 4-6         | details |

### Gewonnen ITF-toernooien enkelspel
| nr. | finale     | toernooi   | dotatie  | ondergrond | tegenstandster in finale | score         |
| --- | ---------- | ---------- | -------- | ---------- | ------------------------ | ------------- |
| 1.  | 2011-07-24 | Casablanca | $ 10.000 | gravel     | Ximena Hermoso           | 7-5, 4-6, 6-3 |
| 2.  | 2011-07-31 | El Jadida  | $ 10.000 | gravel     | Sybille Gauvain          | 6-1, 6-0      |
| 3.  | 2014-03-23 | Le Havre   | $ 10.000 | gravel     | Martina Colmegna         | 2-6, 6-4, 6-3 |
| 4.  | 2015-03-01 | Palmanova  | $ 10.000 | gravel     | Joséphine Boualem        | 6-1, 6-2      |
| 5.  | 2019-06-30 | Madrid     | $ 15.000 | hardcourt  | Ioana Loredana Roșca     | 7-6, 5-7, 7-6 |
| 6.  | 2020-10-11 | Monastir   | $ 15.000 | hardcourt  | María Lourdes Carlé      | 6-3, 7-6      |
| 7.  | 2022-01-30 | Manacor    | $ 25.000 | hardcourt  | İpek Öz                  | 6-2, 6-2      |